# Прасолов, Яков Елисеевич
Яков Елисеевич Прасолов (1859 — 1921) — крестьянин, депутат Государственной думы II созыва от Тамбовской губернии.

## Биография
Крестьянин села Иловай-Бригадирское Козловского уезда Тамбовской губернии. Окончил церковно-приходскую школу. Занимался торговлей, брал подряды на возведение мостов и ремонт дорог. С 1903 года служил волостным старшиной. Занимался земледелием. В момент выборов в Думу оставался беспартийным.
11 февраля 1907 избран в Государственную думу II созыва от общего состава выборщиков Тамбовского губернского избирательного собрания. Вошёл в состав Трудовой группы и фракции Крестьянского союза. Членом думских комиссий не состоял, в прениях в Думе не участвовал.
Детально дальнейшая судьба неизвестна.
Умер в 1921 году в родном селе.

### Рекомендуемые источники
- 3емцов Л. И. Крестьяне Центрального Черноземья в Государственной думе I созыва // Крестьяне и власть. Тамбов, 1995;

### Архивы
- Российский государственный исторический архив. Фонд 1278. Опись 1 (2-й созыв). Дело 348; Дело 608. Лист 7.